# Trochalopteron ngoclinhense
El charlatán alidorado (Trochalopteron ngoclinhense) es una especie de ave paseriforme de la familia Leiothrichidae endémica de Vietnam. 